# José Carlos Pérez
José Carlos Pérez González (Ciudad Quesada, San Carlos, 4 de julio de 1987) es un futbolista costarricense. Juega como mediocampista y actualmente se encuentra libre.

## Trayectoria

### Clubes
| Club                                           | País       | Año               |
| ---------------------------------------------- | ---------- | ----------------- |
| Asociación Deportiva San Carlos                | Costa Rica | 2011 - 2012       |
| Orión Fútbol Club                              | Costa Rica | 2012              |
| Santos de Guápiles                             | Costa Rica | 2012 - 2015       |
| Club Sport Cartaginés                          | Costa Rica | 2016 - 2019       |
| Club Social y Deportivo Xelajú Mario Camposeco | Guatemala  | 2019 - Actualidad |